# سييرا دي لاس ميناس
سييرا دي لاس ميناس هي سلسلة جبال في شرق غواتيمالا، تمتد على بعد 130 كم غرب بحيرة إزبار. يمتد على مسافة 15-30 كم ويحدها وديان نهر بولوتشيك في الشمال وموتاغوا في الجنوب. حدودها الغربية هي وادي نهر سالاما الذي يفصلها عن سلسلة جبال شوكوس. أعلى قمة هي سيرو راخون على ارتفاع 3015 متراً. تم استخراج رواسب سييرا الغنية من اليشم والرخام طوال القرون الماضية. تبين أنشطة التعدين الصغيرة هذه سبب تسمية سلسلة الجبال.